# Mäusedorn-Bambus
Der Mäusedorn-Bambus (Shibataea kumasasa) ist eine Bambus-Art der Gattung Shibataea innerhalb der Familie der Süßgräser (Poaceae).

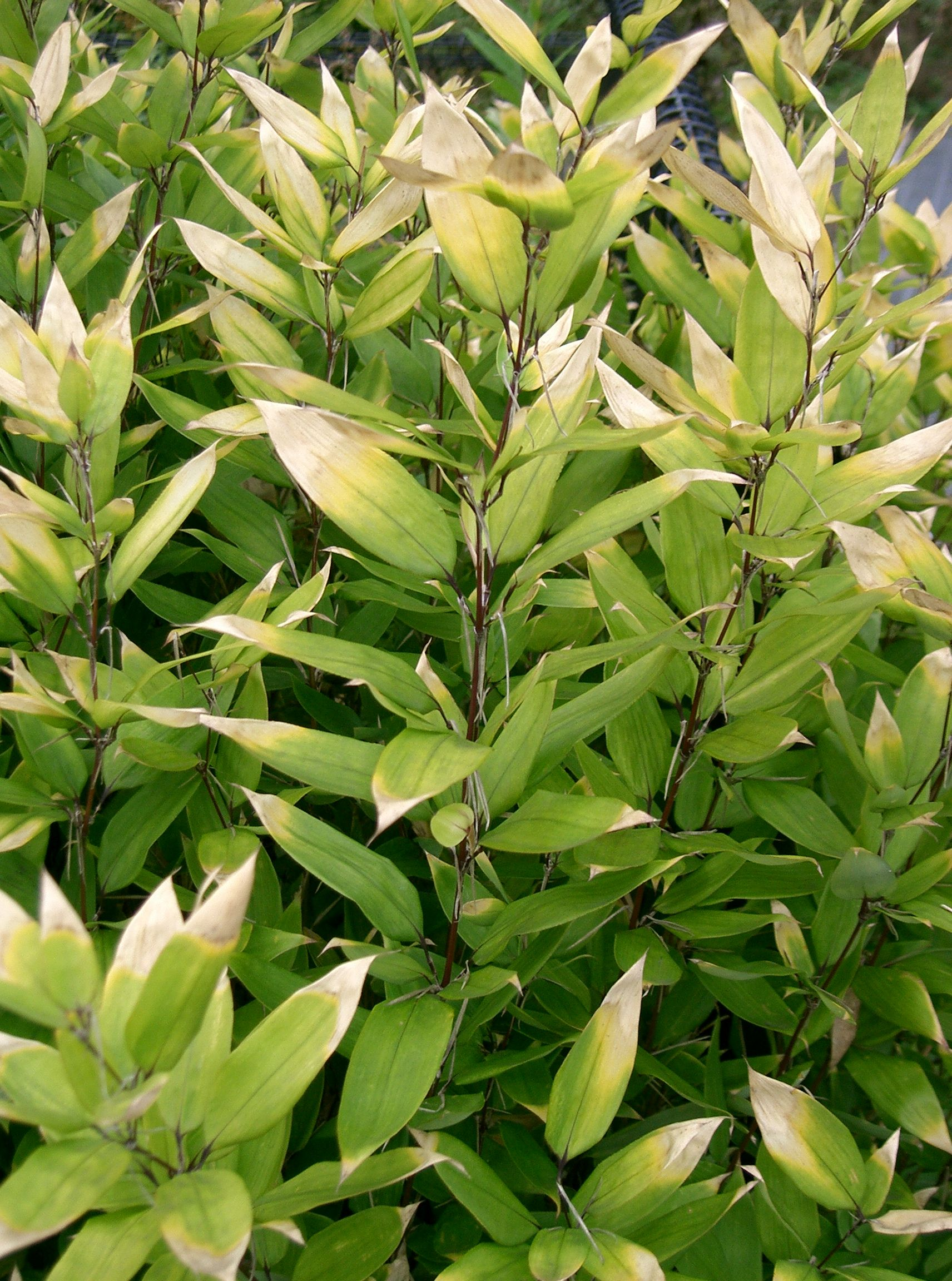
Mäusedornbambus

## Beschreibung
Shibataea kumasasa ist ein Zwerg-Bambus mit einer Wuchshöhe zwischen 60 und 120 cm (in Japan bis zu 2 m). Er wächst in dichten, aufrecht stehenden Horsten und bildet nur wenige Ausläufer. Die Halme sind schlank und wachsen in leichtem Zickzack. An den Knoten (Nodien) bilden sich bis zu sechs kurze Zweige, die so dicht stehen, dass die Halme nicht sichtbar sind. Die Laubblätter sind leicht oval, 4 bis 7 cm lang und 1 bis 2 cm breit. Sie erinnern an den Mäusedorn (Ruscus), was zur deutschen Bezeichnung Mäusedorn-Bambus führte.

## Etymologie
Der japanische Name Kuma-Zasa (隈笹, etwa „Winkel-Bambusgras“) bezeichnete ursprünglich mehrere grasartige Bambusarten, heute steht er in der Botanik für Sasa veitchii.

## Verbreitung
Die Heimat von Shibataea kumasasa ist das südöstliche China und das südöstliche Japan.

## Taxonomie
Shibataea kumasasa wurde 1854 von Ernst Gottlieb von Steudel in Synopsis Plantarum Glumacearum Band 1 Teil 3 Seite 331 als Bambusa kumasasa erstbeschrieben. Steudel hatte den Namen von Heinrich Zollinger übernommen. Die Art wurde 1914 von Tomitarô Makino in Botanical Magazine. [Shokubutsu-gaku zasshi] Band 28 Seite 22 als Shibataea kumasasa (Zoll. ex Steud.) Makino in die Gattung Shibataea gestellt.

## Kultur
Diese Bambus-Art ist winterhart und verträgt Temperaturen bis −20 °C. Er wächst in der Natur im Halbschatten und verträgt keine pralle Sonne. Er ist sehr geeignet für niedrige Hecken, als Randbepflanzung oder für Formschnitte.
Die Halme werden auch als Webmaterial verwendet.